# Cluster Munition Coalition

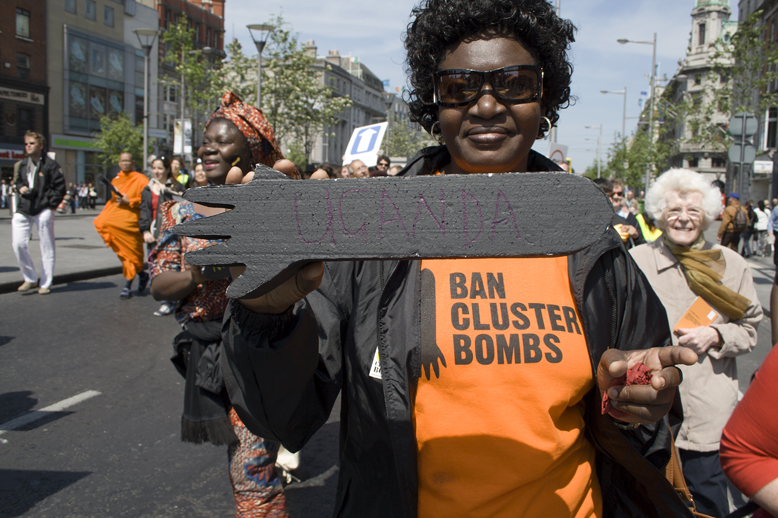
En demonstration mot klusterammunition i samband med en av de konferenser 2008 som ledde fram till Konventionen om klusterammunition.

Cluster Munition Coalition är en internationell medlemsrörelse som arbetar för att förbjuda klusterammunition, även kallat multipelvapen. Organisationen grundades 2003 och består idag av mer än 300 medlemsorganisationer från över 80 länder.
Organisationen bidrog till Konventionen om klusterammunition som antogs i Oslo i december 2008. Konventionen blir dock bindande först när 30 länder har ratificerat den, och mycket av organisationens arbete består i dag av att arbeta för att fler stater ska ratificera konventionen. Målsättningen är också att sprida kunskap om multipelbombernas effekter på civila, och medlemmarna i koalitionen arbetar bland annat med att dokumentera konsekvenserna av användningen av vapnen. Bland medlemsorganisationerna finns internationella organisationer som Amnesty International, Human Rights Watch liksom lokala organisationer som Svenska freds- och skiljedomsföreningen.